# Quentin Venner
Quentin Venner (Faimes, 15 juni 1998) is een voormalig Belgisch wielrenner.
Paquot reed in 2019 en 2020 voor Bingoal WB Development Team. Vervolgens reed de Belg twee seizoenen als beroepsrenner voor het Pro Team Bingoal Pauwels Sauces WB.

## Ploegen
- 2019 –  Bingoal WB Development Team
- 2020 –  Bingoal WB Development Team
- 2021 –  Bingoal Pauwels Sauces WB
- 2022 –  Bingoal Pauwels Sauces WB

Aniołkowski · Castrique · De Bie · Dupont · Huys · Livyns · Menten · Mertz · Molly ·Paasschens · Paquot · Peyskens · Rex · Robeet · Suter · Vallée · Vanendert · Venner · L. Wirtgen · T. Wirtgen · De Maeght (stagiair) · Desal (stagiair)
Aniołkowski · Blouwe · De Maeght · Desal · Dupont · Lauk · Livyns · Meens · Menten · Mertz · Molly ·Paasschens · Paquot · Peyskens · Rex · Robeet · Tietema (vanaf 1/2) · Tizza · Venner · Viviani (vanaf 21/3) · L. Wirtgen · T. Wirtgen · Desmarets (stagiair) · Dopchie (stagiair)